# ماتيو سيريني
ماتيو سيريني (بالإيطالية: Matteo Sereni)‏ (11 فبراير 1975 ببارما في إيطاليا - ) هو لاعب كرة قدم إيطالي في مركز حراسة المرمى. شارك مع منتخب إيطاليا تحت 21 سنة لكرة القدم ومنتخب إيطاليا تحت 23 سنة لكرة القدم. أما مع النوادي، فقد لعب مع إيبسويتش تاون ونادي إمبولي ونادي بريشيا ونادي بياتشينزا ونادي تريفيزو ونادي تورينو ونادي سامبدوريا ونادي لاتسيو وAssociazione Calcio Crevalcore ‏.

## وصلات خارجية
- ماتيو سيريني على موقع الاتحاد الدولي (مؤرشف)  (الإنجليزية)
- ماتيو سيريني على موقع قاعدة بيانات كرة القدم.إي يو (الإنجليزية)
- ماتيو سيريني على موقع Soccerbase.com (لاعب) (الإنجليزية)
- ماتيو سيريني على موقع عالم كرة القدم.نت (الإنجليزية)